# Бучеджский Сфинкс
Буче́джский Сфинкс (рум. Sfinxul din Bucegi) — естественное скальное образование в горах Бучеджи, на территории природного парка Бучеджи в Румынии.
Находится на высоте 2216 метров над уровнем моря. Своей необычной формой, очертаниями напоминающей скульптуру древнеегипетского сфинкса, Бучеджский Сфинкс обязан воздействию ветровой эрозии песчаника и известняка, из которых состоит скала. Существуют и мистические версии появления «лица» на скале.
Бучеджский Сфинкс, вместе с находящимися неподалёку скалами Бабеле, входит в список семи природных чудес Румынии.